# Martino da Signa
Martino da Signa (Signa, ... – Firenze, 5 giugno 1387) è stato un religioso italiano, ricordato principalmente per essere stato amico e direttore spirituale di Giovanni Boccaccio, che gli destinò in eredità la sua biblioteca privata.

## Biografia

### Origini e amicizia con Boccaccio
Martino da Signa nacque in una data imprecisata a Signa, paese nel fiorentino. Entrato nell'ordine degli agostiniani, Martino compare per la prima volta in un documento del 1357, per poi ricomparire l'anno successivo quale dottore in teologia a Bologna. Divenuto monaco nella chiesa di Santo Spirito a Firenze, negli anni '60 dovette legarsi in profonda amicizia con Giovanni Boccaccio, del quale l'agostiniano divenne il direttore spirituale e uno degli amici più intimi, oltreché simpatizzante del nascente movimento umanista.

### Erede della biblioteca di Boccaccio
Alla morte dell'amico Boccaccio, avvenuta il 21 dicembre 1375 nel suo ritiro di Certaldo, Martino da Signa divenne erede della sua biblioteca, contenente numerosi codici latini e le opere in volgare da lui scritte. Nel periodo tra la morte del Certaldese e la sua, avvenuta il 5 giugno del 1387 mentre rivestiva la carica di priore di Santo Spirito, Martino da Signa continuò a sostenere le iniziative culturali del circolo umanista ora roteante intorno al cancelliere Coluccio Salutati. Dopo la sua morte, la biblioteca del Boccaccio (detta, in un catalogo del 1450, parva libreria) passò in eredità al monastero degli agostiniani.